# Irad
Irad (in ebraico: עִירָד בן-חֲנוֹךְ Erad ben Hănōk, mentre in arabo: عبارت Erad ibn Akhanukh) è un personaggio biblico dell'Antico Testamento, figlio di Enoch e quindi discendente di Caino; viene citato nel passo della Genesi 
(Genesi 4,18):
Secondo antiche credenze giudaiche Irad non sarebbe perito nel Diluvio ma a causa di una maledizione avrà una vita lunga quanto quella del mondo. Antiche credenze medioevali lo collocano nell'Inghilterra d'epoca tardo romana. Alcune leggende riportate nel Annála Ríoghdhachta Éireann o Annali dei Quattro Maestri narrano come a causa della maledizione Irad dovrà soffrire per tutta la vita la solitudine, che sarà per lui fonte di grande saggezza ma anche di profonda sofferenza, a causa di ciò non potrà avere né amici né mogli e quindi non potrà mai generare figli (tranne quelli avuti in precedenza alla maledizione), altri testi invece lo inseriscono nelle liste genealogiche dei Cainiti con il titolo di Terzo Patriarca assegnandogli figli anche dopo essere stato maledetto. La maledizione di Irad è simile a quella dell'Ebreo Errante. Non si conosce il motivo di questa maledizione.